# Cilla Hector
Cilla Hector, folkbokförd Cecilia Margareta Lundberg Hektor, född 3 mars 1968 i Björna församling i Västernorrlands län, är en svensk kristen sångerska och låtskrivare.
Cilla Hector har gett ut skivorna Drömmarnas skepp (1985), Allt till dej (1992), Så nära (1999), Intill nu (2004) och Livet i min hand (2013). Hon medverkade i programserien Minns du sången på TV, vilket också resulterade i några musikproduktioner där Hector medverkar.
Vid sidan om arbetet som artist har Cilla Hector varit musiklärare på deltid i Norrtälje.
Cilla Hector och hennes långa sångarkarriär som började i tonåren vad fördjupning i radioprogrammet Andliga sånger den 29 mars 2020.

## Diskografi i urval

### Egna skivor
- 1985 – Drömmarnas skepp, tillsammans med Bertil Edin [4]
- 1992 – Allt till dej [5]
- 1999 – Så nära [6]
- 2004 – Intill nu [7]
- 2013 – Livet i min hand [8]

### Medverkan på andra skivor
- 1987 – Jesus jag vill tacka dej (Vänner) [9]
- 2009 – Våra mest älskade andliga sånger [10]
- 2011 – Kvar hos dig [11]